# Die jungfräuliche Königin
Die jungfräuliche Königin (Originaltitel: The Virgin Queen) ist ein US-amerikanischer Historienfilm von Henry Koster aus dem Jahr 1955. Der Film lief auch unter dem Alternativtitel Rebell ihrer Majestät.

## Handlung
England im Jahr 1581: Lord Leicesters Kutsche versinkt auf dem Weg nach London zum Königsschloss im Schlamm. In einem Wirtshaus bittet er die anwesenden Männer, die Kutsche fahrtüchtig zu machen, erntet jedoch nur Spott von einem der Gäste. Walter Raleigh jedoch kommt der Adelige bekannt vor. Er kämpft für dessen Ehre und am Ende wird die Kutsche fahrtüchtig gemacht. Lord Leicester erfährt Raleighs Namen und erkennt in ihm den Sohn seines verstorbenen besten Freundes. Er lädt Raleigh nach London ein. Hier will er ihm einen Wunsch erfüllen und Raleigh bittet darum, Königin Elisabeth I. vorgestellt zu werden. Er will ihr von seinen Seefahrtsplänen berichten, von seinen Vorstellungen, wie Schiffe gebaut sein sollten, und hofft, von ihr drei Schiffe für die Entdeckung der Neuen Welt gestellt zu bekommen. 
Bei der Audienz verscherzt es sich Raleigh zunächst mit den Höflingen, erhält dafür aber die Aufmerksamkeit von Beth Throgmorton, die Hofdame und Mündel der Königin ist. Elisabeth wiederum erkennt, dass sie es in Raleigh nicht mit einem angepassten Lakaien ihres Hofes zu tun hat. Sie gewährt ihm eine Privataudienz, bei der er ungestüm die drei Schiffe fordert. Sie verweigert sie ihm und er will unaufgefordert gehen. Elisabeth ist empört, wirft ihren Weinbecher nach ihm und zwingt ihn schließlich, ihn nachzugießen. Am Ende darf Raleigh gehen, ist jedoch sicher, nie wieder in den Palast zurückzukehren. Er begibt sich zu seiner Unterkunft, die er mit seinem Vertrauten Lord Derry, einem Iren, teilt. Er berichtet von seinem Misserfolg, als plötzlich Lord Leicester mit Neuigkeiten erscheint: Elisabeth I. hat Raleigh zum Hauptmann ihrer Palastwache ernannt. Raleigh ist irritiert, kann die Aufgabe jedoch nicht ablehnen. Er nimmt Lord Derry in die Garde auf.
In der Folgezeit steigt Raleigh in der Gunst der Königin auf, unterwirft sich ihr aber auch mehr, als er je wollte. Vor allem Beth Throgmorton zieht ihn damit auf und Elisabeth entgeht nicht, dass zwischen beiden Vertrautheit besteht. Sie selbst wird von einem französischen Herzog umgarnt, wobei der französische Gesandte den Brautwerber spielt. Entnervt wirft sie den Gesandten hinaus und Sir Christopher Hatton, der bis zu Raleighs Ankunft Günstling der Königin war, sieht seine Chance, ihn zu diskreditieren: Er berichtet Elisabeth, dass Raleigh einen Iren in die Wache geschmuggelt habe, der die Ermordung der Königin plane. Raleigh, der das Gespräch mithört, ist empört. Aufgebracht stürmt er aus dem Zimmer. 
Als er sich weigert, Elisabeth den nötigen Respekt zu zollen und sie wegen ihrer zögerlichen Haltung anklagt, wie andere Länder Schiffe in die Neue Welt zu schicken, wirft sie ihn aus dem Palast. Er packt in seiner Unterkunft, will er doch mit Derry London schnellstmöglich verlassen. Plötzlich erscheint Beth Throgmorton und beide gestehen sich ihre Liebe. Mit dem Wirt als Zeugen geben sie sich vor Gott das Jawort. Beth will mit Raleigh kommen, doch erscheinen plötzlich die Palastwachen und nehmen Raleigh gefangen. Er wird zu Elisabeth gebracht, die ihm vergibt. Er muss ihr schwören, nie das Schwert gegen Christopher Hatton zu erheben. Kurz darauf schlägt sie ihn zum Ritter und bietet ihm das Schiff Golden Falcon für seine Fahrt in die Neue Welt an.
Raleigh geht nach Plymouth, wo er die Golden Falcon umbauen lässt. Elisabeth hat unterdessen ihre Pläne geändert: Sie will Raleigh nicht abreisen lassen, sondern mit einem Trick zurück nach London holen. Angeblich müsse er für das Schiff vor dem Auslaufen noch Kanonen an Bord bringen. Der Überbringer der Nachricht berichtet Raleigh jedoch noch mehr: Die Königin habe beschlossen, ihre vier Hofdamen für zwei Jahre an den französischen Hof zu schicken. Zudem gehe das Gerücht um, dass eine der Hofdamen schwanger sei. 
Raleigh ahnt, dass von Beth die Rede ist und sucht sie auf. Sie weigert sich zunächst, ihn zu empfangen, doch verschafft er sich Zutritt. Sie glaubt, er wolle mit ihr über das Kind verhandeln und spricht ihn von jeder Verantwortung frei. Er jedoch erneuert die Ehe mit Beth. Sie verrät ihm, dass er einmal zurück in London nie in See wird stechen können und so plant er, heimlich mit ihr und Derry in die Neue Welt zu segeln, ohne den Umweg über London zu machen. Er lässt auf der Golden Falcon ein Doppelbett für sich und Beth bauen. 
Als Höfling Chadwick ihn im Namen der Königin aufsucht und ihm ein Banner von Elisabeth überreicht, das dieser bei der Einfahrt in London am Fahnenmast der Golden Falcon als Zeichen seiner Untergebenheit flaggen soll, sieht er das neu gezimmerte Bett. Er und Christopher Hatton berichten Elisabeth davon und auch von den Gerüchten, dass Raleigh heimlich Beth Throgmorton geheiratet haben soll. Sie gibt den Befehl, Raleigh festzunehmen. An Bord der Golden Falcon kommt es zu einem Zweikampf zwischen Raleigh und Christopher Hatton, während Lord Derry Beth holt, um doch noch per Schiff zu fliehen. Derry wird von Hattons Männern erstochen und Beth sowie Raleigh gefangen genommen. Beide sollen hingerichtet werden, doch offenbart Beth der Königin, dass sie schwanger ist und nach dem Gesetz erst nach der Geburt des Kindes getötet werden darf. Sie bezichtigt Elisabeth, nur aus Eifersucht so erbarmungslos zu handeln. Elisabeth macht Beth klar, dass ihre Liebe zu Männern anderer Art ist: Sie habe schon früh erfahren, dass sie keine Kinder bekommen könne. Zudem sei sie seit langer Zeit kahlköpfig und trage Perücken. Im Gegensatz zu Beth lieben die Männer sie wegen ihres Intellekts. 
Elisabeth sucht Raleigh wenig später in seiner Zelle auf. Sie glaubt, einen gebrochenen Mann vorzufinden, doch schmiedet er bereits Pläne, wie sein großes Ziel – die Ersegelung der Neuen Welt – auch ohne ihn verwirklicht werden kann. Er hofft, dass die Reichtümer, die Elisabeth so erhält, sie gnädig stimmen werden, sodass Beth und ihrem Kind nichts geschehen wird. Elisabeth jedoch zeigt sich herzlos und er wirft sie aus seiner Zelle. Erst als sie andeutet, dass sie ihn geliebt habe, fällt er erschüttert vor ihr zu Boden und küsst ihre Hand. Elisabeth geht, kehrt jedoch nach kurzer Zeit zurück. Sie begnadigt Raleigh und Beth, auch wenn sie beiden nicht vergeben kann. Sie will nicht Ursache für ein Waisenkind sein, hatte sie doch ein ähnliches Schicksal. Raleigh soll ihr die Reichtümer bringen, die er ihr versprochen hat. Wenig später sticht die Golden Falcon in See. Lord Leicester bittet Elisabeth, das Schiff im Fernglas anzusehen: Raleigh hat das Segel gehisst, das sie ihm geschickt hatte – zur Anerkennung seiner Untertänigkeit.

## Produktion
Die jungfräuliche Königin wurde von Februar bis Mai 1955 in Hollywood gedreht. Die Kostüme schuf Charles Le Maire, die Filmbauten stammen von Lyle R. Wheeler und Leland Fuller. Der Film erlebte am 22. Juli 1955 in Portland seine Premiere und kam im selben Monat in die US-amerikanischen Kinos. In der Bundesrepublik lief der Film ab 8. November 1955 in den Kinos und wurde am 26. Januar 1975 erstmals im ZDF gezeigt.
Es war nach Günstling einer Königin (1939) das zweite Mal, dass Bette Davis im Film Königin Elisabeth I. verkörperte.

## Kritik
Der film-dienst nannte Die jungfräuliche Königin einen „Historienfilm im Hollywood-Stil, als Geschichtsbild unbedeutend, jedoch wegen der brillanten Darstellungskunst von Bette Davis sehenswert.“ Auch Cinema befand, dass Davis „die alternde Königin so grandios [spielt], daß alle melodramatischen Mängel nebensächlich sind“. Herausgekommen ist ein „knisternder Kostümfilm mit famoser Hauptdarstellerin“. Die zeitgenössische Kritik merkte an, dass Davis’ aufgrund des vielen Make-ups nicht wie sie selbst erscheint, sondern ihr Gesicht einer Fassade gleicht. Ihre Elisabeth wirkte wie ein Ding, das „teils Mann, teils Frau, teils Monster, teils Demütige, teils Verrückte sei. Sie macht aus Elizabeth eine schrille, dominante, klägliche Königin.“ (original: „… a thing that seems part man, part woman, part monster, part suppliant and part freak. She makes Elizabeth a strident, domineering, piteous queen. She is now a little stronger and a little more freakish than before.“)

## Auszeichnungen
Die jungfräuliche Königin wurde 1956 für einen Oscar in der Kategorie Bestes Kostümdesign nominiert, konnte sich jedoch nicht gegen Alle Herrlichkeit auf Erden durchsetzen.